# Андронік Ангел
Андронік Дука Ангел (* грец. Ἀνδρόνικος Δούκας Ἄγγελος; бл. 1133 — 1182/1184) — державний та військовий діяч, дипломат Візантійської імперії.

## Біографія
Походив з впливового роду Ангелів. Третій син Костянтина Ангела, себастагипертата, та Феодори Комніни (доньки імператора Олексія I). Народився близько 1133 року в Константинополі. Близько 1150 року оженився на представниці знатного роду Кастамонітів. У 1166 році з братом Іоанном брав участь у засіданні синоду, де вирішувалися церковні суперечності. У 1173 році на посаді дуки Меласа і Меланоудіона брав участь у військовій кампанії проти сельджуків.
У 1176 році керував військовим підрозділом в авангарді під час військового походу імператора Мануїла I проти Румського султанату. Звитяжно бився, проте не виявив значних військових здібностей. Брав участь у битві при Міріокефалі, де візантійці зазнали нищівної поразки Але Андронік Ангел зумів врятуватися.
У 1177 році увійшов до складу посольства до Єрусалимського королівства, на меті якого було відновлення союзу між двома державами. Загалом воно було досить успішним. Основним завданням перед союзниками постала боротьба з мусульманськими володарями.
У 1179 році очолив військову кампанію у Фригії. Біля Харакса сельджуки спричинили паніку у таборі візантійців, внаслідок чого Андронік Ангел втік. Лише дії Манула Кантакузина зупинили загальну втечу. Після цього Ангела було відсторонено від будь-яких посад.
У 1180 році після сходження на трон Олексія II підтримав урядування регентші Марії Антіохійської. Завдяки цьому повернувся до війська. У 1182 році очолив армію проти повсталих на чолі з Андроніком Комніном. Втім ще до підходу основних сил внаслідок нездарності зазнав поразки у битві біля Никомедії та втік до Константинополя. Тут його було звинувачено у зраді. Побоюючись за життя, Андронік Ангел втік до Андроніка Комніна.
У 1183 році невдовзі після захоплення повної влади Андроніком Комніном почався конфлікт з візантійською знаттю, що була невдоволена діями нового імператора. Андронік Комніна спільно з Андроніком Контостефанон, мегадуксом (командувачем візантійського флоту) влаштували заколот. Втім його було розкрито, а більшість змовників покарано. Але Андронік Ангел з практично усіма синами (Костянтина було схоплено й засліплено за наказом Андроніка I) втік до Віфінії. Тут його сини Феодор та Михайло разом з Феодором Кантакузиним підняли повстання в Прусі, але зазнали поразки. Андронік Ангел не дочекався результату втік до Кілікії, а звідти — до Дамаску. Тут отримав прихисток у султана Салах ад-Діна. У 1184 році перебрався до акри, де невдовзі помер.

## Родина
Дружина — Євфросинія, донька Феодора Кастаномінта.
Діти:
- Костянтин (1151—після 1199), себастократор
- Олексій (1153—1211), візантійський імператор
- Михайло (1154—після 1185), цезар
- Ірина (1154), дружина Іоанна Кантакузина
- Феодор (1155—після 1199), цезар
- Ісаак (1156—1204), візантійський імператор
- Феодора (1160—після 1187), дружина Конрада, маркграфа Монферратського